# 6036 Вайнберг
6036 Вайнберг (6036 Weinberg) — астероїд головного поясу, відкритий 13 лютого 1988 року.
Тіссеранів параметр щодо Юпітера — 3,272.
Названо на честь Стівена Вайнберга (1933—2021) — американського фізика, лауреата Нобелівської премії з фізики 1979 року (спільно з Шелдоном Лі Глешоу та Абдус Саламом) «За внесок в об'єднану теорію слабких і електромагнітних взаємодій між елементарними частинками, зокрема, передбачення слабких нейтральних струмів».